# Pseudapis inermis
Pseudapis inermis là một loài Hymenoptera trong họ Halictidae. Loài này được Morawitz mô tả khoa học năm 1895.